# An Byeong-hun
An Byeong-hun (1991) is een Zuid-Koreaans golfer. Hij laat zich Ben An noemen.
An is de zoon van Jiao Zhimin en Jae-Hyeong An, twee Olympische tafeltennisspelers. An deed in 2010 eindexamen. 

## Amateur
An verhuisde in 2005 met zijn vader naar de Verenigde Staten. Vanaf december 2005 ging hij naar de David Leadbetter Golfacademie. Hij werd lid van de Concession Club in Bradenton. In 2010 ging hij studeren op Berkeley, waar Steve Desimone de golfcoach is. Hij golfde voor de Bears.
Het eerste professional toernooi waar An als amateur aan mee mocht doen was het Koreaans Open in 2009. Verder kreeg hij ook uitnodigingen voor toernooien van de PGA Tour en deed hij in 2010 mee aan de Masters, het Brits Open, de Arnold Palmer Invitational, de Bay Hill Memorial, de AT&T National en de Vernizon Heritage.

#### US Amateur
Het US Amateur werd in 2009 gespeeld op Southern Hills Golf Club in Tulsa, Oklahoma. De 17-jarige An versloeg in de finale Ben Martin uit South Carolina met 7&5. An werd de jongste winnaar in de 109-jarige geschiedenis van dit toernooi. 
An en Martin werden hierna automatisch uitgenodigd aan de Masters in 2010 mee te doen, net als Matteo Manassero, die het Brits amateurkampioenschap in 2009 won. Op 30 maart 2010 speelden An en Manassero om de Georgia Cup, Manassero won. Tijdens de Masters kwalificeerde Manassero zich als enige amateur voor het weekend.
Koreaanse spelers komen steeds vaker in de schijnwerpers. Niet lang hiervoor won Y. E. Yang het PGA Kampioenschap in de Verenigde Staten.

### Gewonnen
- 2009: US Amateur

## Professional
In 2011 werd An professional. Hij ging naar de Tourschool en speelde sinds 2012 op de Europese Challenge Tour. In 2015 kwam hij als rookie op de Europese Tour, waar hij in mei 2015 het BMW PGA Championship won. 

### Gewonnen
- 2014: Rolex Trophy (-19)
- 2015: BMW PGA Championship (-21)